# Chàng thợ giầy vui tính
Chàng thợ giầy vui tính (tên gốc tiếng Anh: The Cobbler) là một bộ phim hài phép thuật Mỹ của đạo diễn Thomas McCarthy và đồng tác giả Paul Sado. Các diễn viên trong phim là các ngôi sao Adam Sandler, Dan Stevens, Dustin Hoffman và Steve Buscemi. Bộ phim được khởi chiếu trong hạng mục Giới thiệu đặc biệt tại Liên hoan phim quốc tế Toronto 2014 và được phát hành ngày 13 tháng 3 năm 2015 bởi Image Entertainment.

## Cốt truyện
Năm 1903 tại Lower East Side của thành phố New York, một nhóm người Do Thái đã tụ họp tại tiệm của một người thợ đóng giày để thảo luận một vấn đề đang gây rắc rối cho họ. Một kẻ lừa đảo tên là Gergerman đang làm đảo lộn công việc kinh doanh và quấy rối họ cùng gia đình họ. Những người đàn ông này giao lại đôi giày của Gergerman cho người thợ đóng giày, Pinchas Simkin. Pinchas mang đôi giày xuống tầng hầm của tiệm và dùng một chiếc máy khâu đặc biệt để làm việc với đôi giày. Cậu con trai Herschel của ông bước vào, và Pinchas giải thích với con về tầm quan trọng của chiếc máy.
Vào một ngày hiện tại, Max Simkin làm nghề đóng giày ở trong tiệm. Người hàng xóm của anh là Jimmy - thợ hớt tóc của tiệm kế bên. Một người phụ nữ trẻ tên là Carmen Herrera bước vào và nói với Max rằng cô ta đang làm việc với cộng đồng Lower East Side để chống lại việc xây dựng những tòa nhà phức hợp khổng lồ. Max dường như không quan tâm đến những gì xảy ra với tiệm đóng giày của mình. Max sống với người mẹ già ốm yếu Sarah. Hai người ước có thể nhìn thấy bố của Max một lần nữa.
Một tên côn đồ tên là Leon Ludlow vào tiệm của Max để thay đế giày. Chiếc máy khâu hiện tại của Max bị hỏng nên anh đã sử dụng chiếc máy mà tổ tiên mình đã từng dùng. Vì tò mò, Max kiểm tra cỡ giày của Leon và thấy rằng hắn ta mang cỡ 10,5 giống như Max. Max thử mang đôi giày và ngạc nhiên khi thấy mình biến thành Leon. Anh lấy những đôi giày khác và dùng chiếc máy với chúng. Và anh phát hiện ra điều mà anh có thể làm với chiếc máy khâu này.
Max sử dụng khả năng mới phát hiện này để lấy giày của mọi người và sống trong hình hài của họ. Anh đi đến khu phố Tàu trong hình hài của một người Tàu để tận hưởng. Anh đi đến nhà hàng trong hình hài của một người khác và bỏ đi mà không trả tiền cho bữa ăn. Anh cũng lấy giày của một người đàn ông Anh tên là Emiliano sau khi bạn gái của gã là Taryn mang đôi giày tới tiệm để sửa. Trong hình hài của Emiliano, Max vào quán bar và được chú ý bởi những người phụ nữ xinh đẹp. Một người phụ nữ đã tiếp cận anh và nói rằng cô đã nhìn thấy anh đi với một người đàn ông khác. Sau đó Max phát hiện ra nơi Emiliano sống và nhìn thấy Taryn đang tắm dưới vòi sen. Cô mời gọi anh vào với cô. Max háo hức cởi quần áo cho đến khi anh nhận ra rằng chỉ cần cởi một chiếc giày thì anh sẽ không còn là Emiliano nữa, vì thế anh đã bỏ đi. Max quyết định giúp mẹ mình hạnh phúc bằng cách sử dụng đôi giày của bố anh là Abraham. Anh ăn tối cùng mẹ trong khi giả dạng bố mình và cho bà một đêm thật hạnh phúc.
Buổi sáng hôm sau, Max thấy mẹ mình đã qua đời. Anh và họ hàng làm tang lễ trong một tuần. Khi anh trở lại với công việc, tên côn đồ Leon đã yêu cầu anh phải trả lại hắn đôi giày, nếu không hắn sẽ giết anh. Max mang đôi giày, giả dạng Leon và đi tới căn hộ của hắn. Trong hình hài của Leon, Max gặp bạn gái của hắn là Macy - người dường như bị Leon ngược đãi. Max vào phòng của Leon và tìm bộ sưu tập đồng hồ của hắn, Max phát hiện ra một vali chứa súng và một số loại vũ khí khác. Leon trở về, nhìn thấy Max trong hình hài của hắn, hắn bóp cổ Max cho đến khi Max hạ gục hắn bằng súng bắn điện. Max đi theo hai tên côn đồ khác nghĩ rằng anh là Leon, đi đến nơi đang giam giữ một người bị bắt do ăn trộm hàng của chúng. Chúng sắp giết người này theo yêu cầu của Leon cho đến khi Max nói rằng hãy thả người này ra. Sau đó Max được đưa đến nhà của một bà trùm tên là Elaine Greenawalt. Ả đưa cho Max một số tiền lớn để mua chuộc một người đàn ông ra khỏi tòa nhà của ông ta.
Max cùng với Carmen tới căn hộ của ông Solomon, người đàn ông mà Greenawalt đang cố gắng mua chuộc. Ông từ chối dời đi, ông đã sống ở đó nhiều thập kỷ qua và con gái ông lớn lên từ đó. Khi Greenawalt phát hiện ra ả đã bị lừa, ả tới nhà của ông Solomon và đe dọa sẽ giết ông. Hành động của ả bị ghi hình lại bởi một phóng viên tin tức, và ả bị bắt. Cuộc sống của Max bắt đầu trở lại bình thường. Carmen tới tiệm đóng giày và mời Max ra ngoài ăn tối, Max đã đồng ý. Max trở lại nhà Leon và trả lại đồng hồ của hắn cho Macy, và anh nói với cô rằng anh xin lỗi và rằng cô xứng đáng có cuộc sống tốt hơn. Khi ra về, anh bị bắt cóc bởi nhóm người cầm đầu bởi người ăn trộm hàng của băng đảng của Leon. Bất ngờ có chiếc xe tông vào xe của nhóm người này.
Max tỉnh dậy trong tiệm hớt tóc của Jimmy, Jimmy mời anh nước và dưa chuột muối, nói rằng dưa chua tốt cho việc chuyển đổi từ cơ thể này sang cơ thể khác. Max hỏi làm thế nào mà ông biết điều đó, Jimmy cởi bỏ đôi giày, tiết lộ rằng ông chính là Abraham trong suốt thời gian qua. Xen lẫn vui mừng và giận dữ, Max ôm chầm lấy bố mình. Abraham dẫn anh xuống tầng hầm và cho anh thấy bộ sưu tập giày khổng lồ mà ông đã sưu tập nhiều năm qua. Abraham dẫn Max tới chiếc limo của ông và chở anh đi quanh thành phố. Ông bắt đầu kể cho anh nghe câu chuyện chiếc máy khâu đã trở thành vật sở hữu của gia đình họ như thế nào.

## Diễn viên
- Adam Sandler[5] trong vai Max Simkin
- Dan Stevens[6] trong vai Emiliano
- Dustin Hoffman[7] trong vai Abraham Simkin
- Steve Buscemi[7] trong vai Jimmy
- Melonie Diaz trong vai Carmen Herrara
- Ellen Barkin trong vai Elaine Greenawalt
- Method Man[7] trong vai Leon Ludlow
- Sondra James[7] trong vai Anna O'Hara
- Dascha Polanco[8] trong vai Macy
- Lynn Cohen trong vai Sarah Simkin
- Fritz Weaver trong vai Ông Solomon
- Kim Cloutier trong vai Taryn
- Adam B. Shapiro trong vai Schneider
- Elena Kampouris trong vai Alexia

## Giải thưởng
| Giải thưởng  | Hạng mục                     | Đối tượng đề cử          | Kết quả |
| ------------ | ---------------------------- | ------------------------ | ------- |
| Mâm xôi vàng | Diễn viên nam chính tồi nhất | Adam Sandler             | Đề cử   |
| Mâm xôi vàng | Sự kết hợp tồi tệ nhất       | Adam Sandler và đôi giày | Đề cử   |
| Giải Sao Thổ | Phát hành DVD hay nhất       | The Cobbler              | Đề cử   |